# Bandelier National Monument
Il Bandelier National Monument è un monumento nazionale degli Stati Uniti che copre una superficie di 13,629 ettari (33,68 acri), situato vicino a Los Alamos tra le contee di Sandoval e Los Alamos, nel Nuovo Messico. Il monumento conserva le case e il territorio degli Anasazi di un'epoca successiva nel Sudovest. La maggior parte delle strutture dei pueblo risalgono a due epoche, datate tra il 1150 e il 1600 d.C.
Il monumento si trova a 50 miglia quadrate (130 km²) dell'altopiano di Pajarito, sulle pendici del campo vulcanico dei monti Jemez. Oltre il 70% del monumento è deserto, con oltre un miglio di dislivello, da circa 1 500 metri sul livello del mare lungo il Rio Grande a oltre 3 000 metri sul livello del mare sulla cima del Cerro Grande sul bordo della Valles Caldera. Possiede 5 km di strade e oltre 110 km di sentieri escursionistici. Lo scopo del monumento è la tutela del patrimonio degli Anasazi e del suo paesaggio vario e panoramico, oltre al fatto di avere il più grande National Park Service Civilian Conservation Corps National Landmark District del paese.
Il Bandelier è stato designato come monumento nazionale l'11 febbraio 1916 dal presidente Woodrow Wilson ed è intitolato ad Adolph Bandelier, un antropologo svizzero-americano, studioso delle culture presenti nell'area e sostenitore della conservazione dei siti. Negli anni 1930, il parco ha subito lavori di ristrutturazione da parte del Civilian Conservation Corps, ed è un punto di riferimento storico nazionale per la sua architettura ben conservata. Il National Park Service collabora con i Pueblos circostanti, altre agenzie federali e agenzie statali per la gestione del parco.